# Tramlijn 56 (Brussel)
De Brusselse premetro- en tramlijn 56 verbond, tot zijn opheffing in 2009, het station van Schaarbeek met het Noordstation (2008-2009) en Anderlecht (1993-2008). De kenkleur van de lijn, was lichtgroen. In zijn laatste vorm, tussen 2008 en 2009, was de geamputeerde lijn 56 de kortste van het Brusselse net.

## Geschiedenis

### Tot 1967
Deze tramlijn bestaat al lang in Brussel. In 1935 was de route van de tramlijn: Evere (Vredesplaats) – Verboeckh. – Plaats Liedts – Rogier Plaats – Beurs – Bara Plaats – Bergsche Steegrand weg – Rondpunt Meir – Anderlecht park. Na de oorlog werd op 5 januari 1948 de lijn verlengd naar Neerpede. In 1967/68 werden de tramlijnen gereorganiseerd en verdween de tramlijn 56. De tramsporen van het rondpunt Meir naar Neerpede in Anderlecht werd op 3 januari 1968 opgeheven. (de tramlijn 56 was al opgeheven, maar er was nog een tijdelijke pendeldienst Meir - Neerpede 75)

### 1993 - 2008
Van 1993 tot 2001 was Erasmus, nabij het Erasmusziekenhuis in Anderlecht, de eindhalte van tramlijn 56. Wegens de verlenging van metrolijn 1B in 2003, werd het traject tussen de haltes Debussy en Erasmus opgeheven. Vanaf september 2003 kreeg de tram de eindhalte Debussy toegewezen. Al gauw waren er plannen om de tramlijn verder door te trekken naar de westelijke uithoek van Anderlecht, gelegen aan afrit 15 van de Brusselse Ring. Vanaf september 2006 kwamen er dan aan het traject nog 4 nieuwe haltes bij, alle gelegen aan de Marius Renardlaan.

### 2008 - 2009
Na de herstructurering van het Brusselse tramnet in 2007-2008 nam tram 81 de zuidwestelijke tak naar Anderlecht over. Van lijn 56 bleef alleen het stompje Schaarbeek Station - Noordstation over. De lijn had hierdoor geen eigen sporen meer (het volledige traject werd gedeeld met andere lijnen), maar was wel de enige rechtstreekse tramverbinding tussen deze twee stations.
Eind juni 2009 reed de laatste tram op lijn 56. Aanvankelijk zou de lijn tijdelijk verdwijnen vanwege werken in de Gallaitstraat. Op 10 november 2009 werd bekendgemaakt dat lijn 56 omwille van besparingsmaatregelen zou worden opgeheven. Na de voltooiing van de werken einde 2009 werd de dienst dan ook niet hervat.

## Traject
- Van juni 2008 tot juni 2009: Schaarbeek station - Prinses Elisabeth - Verboekhoven - Paviljoen - Rubens - Liedts - Thomas - Noordstation
- Voor de herstructurering in 2007-2008: Rogier - De Brouckère - Beurs - Anneessens - Lemonnier - Zuidstation - Bara - Fiennes - Raad - Albert I - Kuregem - Dover - Verzet - Sint-Guido - Meir - Ysaye - van Beethoven - Frans Hals - Vivèspark - Marius Renard.

## Bijzonderheden
Tussen het Zuidstation en de halte Liedts reden er in 2007-2008 ook 'onechte' trams 56; dit waren eigenlijk trams van lijn 25 die tijdelijk doorreden tot het Zuidstation en hiervoor lijn 56 op hun bestemmingsaanduiding vermeldden.
Lijn 56 reed het laatste jaar voor opheffing alleen overdag (tot 8 uur 's avonds).

## Materieel

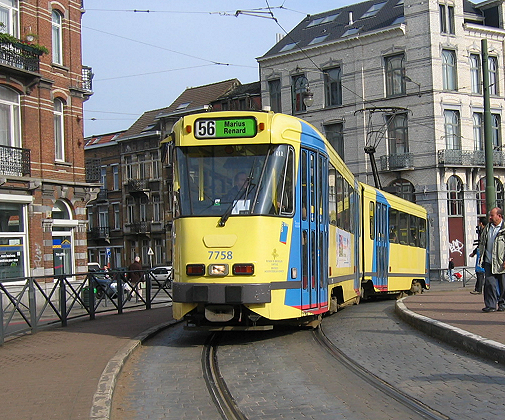
PCC-tram 7758 op lijn 56 aan de halte Verboekhoven

Op lijn 56 reden voornamelijk enkelgelede PCC-trams (serie 77xx-78xx).
De 'onechte' trams 56 op het stuk Zuidstation - Liedts (komend van lijn 25) waren lagevloertrams van het type T2000 of T3000.
Stations: Noordstation · Rogier · De Brouckère · Beurs - Grote Markt · Anneessens-Fontainas · Lemonnier · Zuidstation · Hallepoort · Sint-Gillisvoorplein · Horta · Albert

Projecten: Toots Thielemans 

Lijnen:         